# マンデー高橋
マンデー高橋（1977年 - ）は日本のお笑い芸人である。本名非公開。北海道出身。身長178cm。AB型。

## 概要
- 元祖オネェ系芸人である。
- 主に社会風刺ネタを得意とする。
- 代表的なギャグはブリッジの体勢で白目を剥いて「ドロリッチ!」
- 芸歴は30年（あくまでも設定上）だが、出演したローカル番組で睾丸を露出させるなど、かなり過激なネタをしたため、以後テレビへの出演はほとんどない。
- 趣味は外国のダム鑑賞。写真を見ただけで何処のダムか言い当てられるほどである。一番好きなダムはアイザールダム。（本人ラジオより）

## 出演

### テレビ
- キャラディのジョークな毎日
- クイズ!ヘキサゴンII

### ラジオ
- インターネットラジオ 今夜も we are ドロリッチ！（2004年4月～2004年12月）